# Fernelly Castillo
Fernelly Castillo (Cali, 5 de agosto de 1988) es un futbolista colombiano, naturalizado ecuatoguineano, que juega como defensa o mediocampista en el Unión Tarapoto Fútbol Club de Perú.

## Selección nacional
Fue recomendado por Rolan De la Cruz y Danny Quendambú para hacer parte de la selección hispanoafricana a lo cual es DT de la época Gílson Paulo no le vio problema y lo convocó, con la Selección de fútbol de Guinea Ecuatorial ha estado convocado en varios partidos pero oficialmente solo ha jugado un partido contra la Selección de fútbol de Túnez el 2 de junio de 2012 en un partido válido por la eliminatorias mundialistas Brasil-2014 en los que jugaría los 90 minutos.

## Clubes
| Club           | País              | Año         |
| -------------- | ----------------- | ----------- |
| Deportivo Cali | Colombia          | 2007        |
| The Panthers   | Guinea Ecuatorial | 2011 - 2016 |
| Unión Tarapoto | Perú              | 2016 - 2017 |